# Ambó

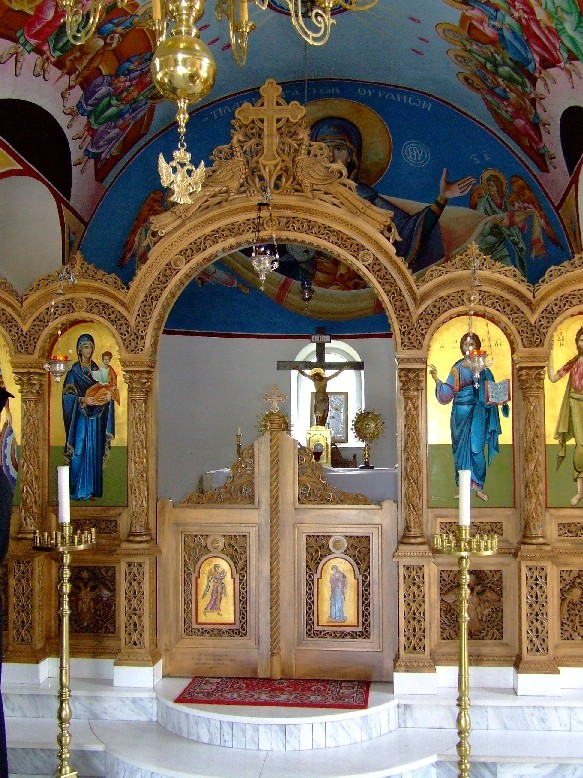
Ikonosztáz egy lekerekített kő ambóval (Beloiannisz)

Az ambó vagy ambon (a görög anabainó, azaz ’fölmegy’ igéből) emelvény a szentély és a templomhajó határán az énekesek és a felolvasók számára, latinul pódium.
Az ókeresztény bazilikákban az ambóról olvasott a lektor és a diakónus, innen énekelték a graduale és a tractus szólóit. Néha szimmetrikusan két ambót építettek.